# Peder Ugetsen
Peder Ugetsen (død 1260) var biskop i Aarhus.
Som ærkedegn i Aarhus skal Peder Ugetsen have overværet koncilet i Lyon 1245, og da embedet som biskop i Aarhus kort efter blev ledig, opnåede han, efter tre års strid om valget, denne stilling sidst i Erik Plovpennings tid.
Som biskop lå han bl.a. i strid med munkene i Øm Kloster, og disse skildrer i deres mindebog ikke hans optræden i et særligt gunstigt lys. Under Christoffer 1.'s strid med Jakob Erlandsen, stod Peder Ugetsen ligesom de andre jyske bisper på kongens side, og efter Christoffers pludselige død, deltog han i Viborg i kroningen af hans lille søn (Erik) juledag 1259. Han blev derved ramt af bandlysning af ærkebiskoppen, men døde allerede året efter.